# Drei (Glücksburg)

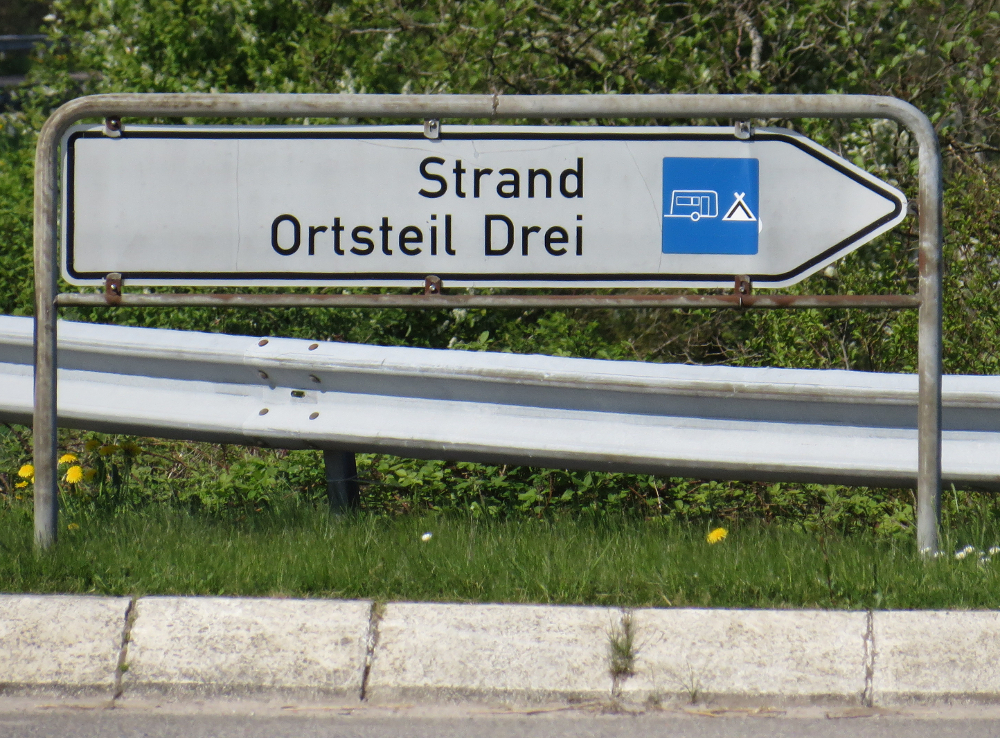
Hinweisschild auf den Ortsteil Drei und dessen Strand (2018).

Um 1900 lag Drei durch die Noorlandschaft noch auf einer eigenen Halbinsel

Drei (dänisch: Draget, südjütländisch Dreg) ist der Name eines an der Ostsee gelegenen Ortsteils, der zur Stadt Glücksburg in Schleswig-Holstein gehört.

## Lage
Der Ort Drei liegt bei der Halbinsel Holnis, weshalb er auch zur einfacheren Verortung auch „Holnis-Drei“ genannt wird. Nördlich vom eigentlichen Ort Drei liegt das Dreifeld. Im Süden von Drei liegt Dreishöh und die Vorsiedlung Dreisacker, welche mit Kobbellück verwachsen ist, das der dortigen Straße ihren gleichnamigen Namen gegeben hat. Ein Stück weiter südlich liegt der Glücksburger Ortsteil Bockholm.

## Hintergrund
Der Ortsname ist erstmals 1668 schriftlich dokumentiert. Im Dänischen bedeutet „dreje“ so viel wie drehen. Draget und Drejet bezeichnen im Dänischen zudem eine schmale ins Meer herausragende Landstelle, über die Schiffe gezogen werden können.
Drei besteht heute hauptsächlich aus Einzelhäusern und Bauernhöfen, unter anderem einem Reiterhof. Der beliebte gebührenpflichtige Bade- und Kurstrand von Drei liegt an der Flensburger Außenförde. Im Laufe der Zeit haben sich dort verschiedene gastronomische Betriebe angesiedelt. Auch verschiedene Übernachtungsmöglichkeiten für Urlauber wurden dort in jüngerer Zeit geschaffen. Bei Drei liegt des Weiteren ein großer Campingplatz sowie ein Zeltlager des Landkreises Marburg-Biedenkopf. Am Strand selbst existiert ein Strandkorbverleih. 2002 wurde bei Dreifeld außerdem auch noch eine Surf- und Kiteschule am Strand eingerichtet. Im Norden, in Richtung von Dreifeld, liegt der FKK-Bereich des Strandes. Südlich von Dreishöh liegt das Naturdenkmal „Wildbrombeerhecken“.

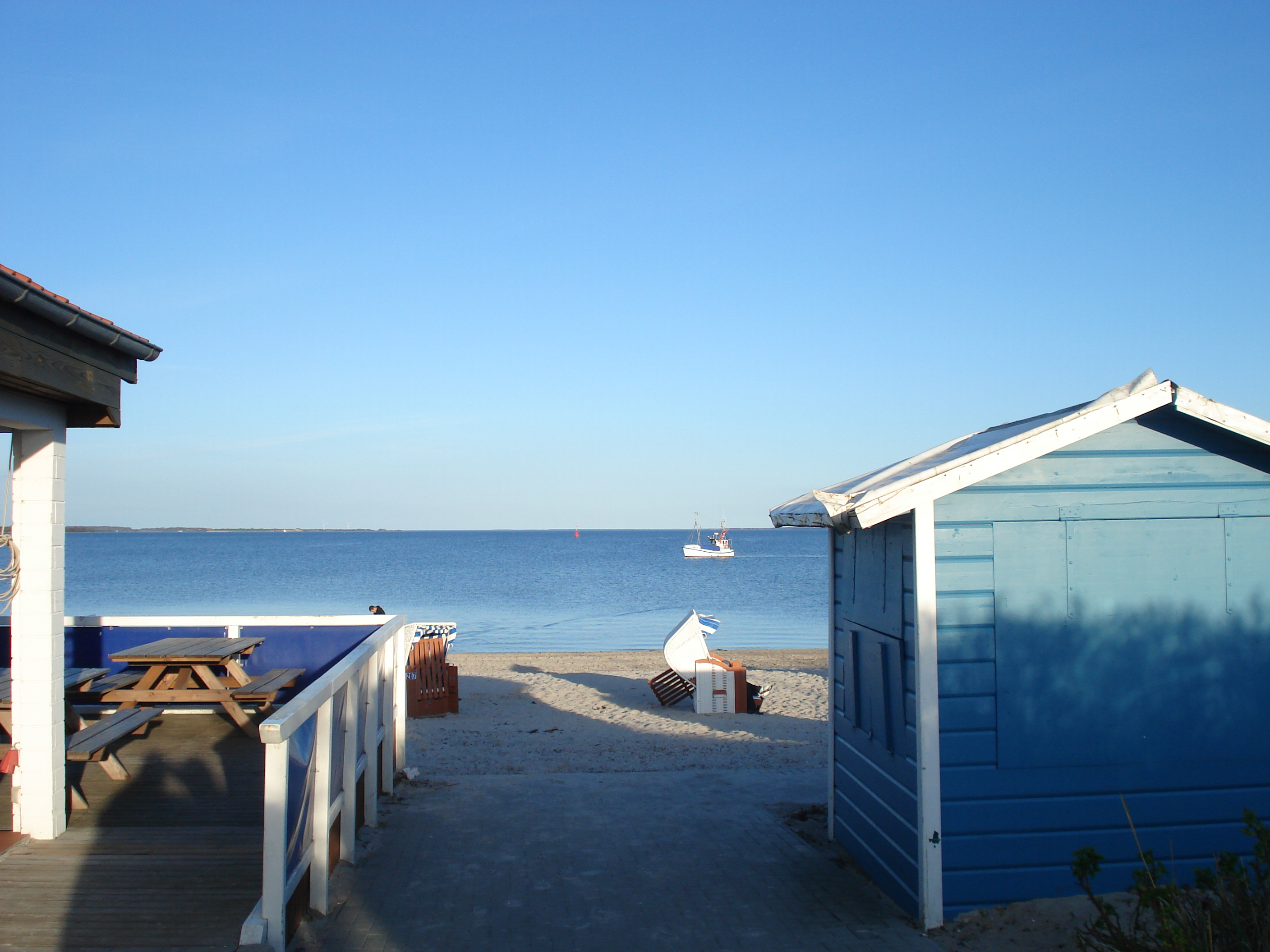
Strand von Drei (2011)
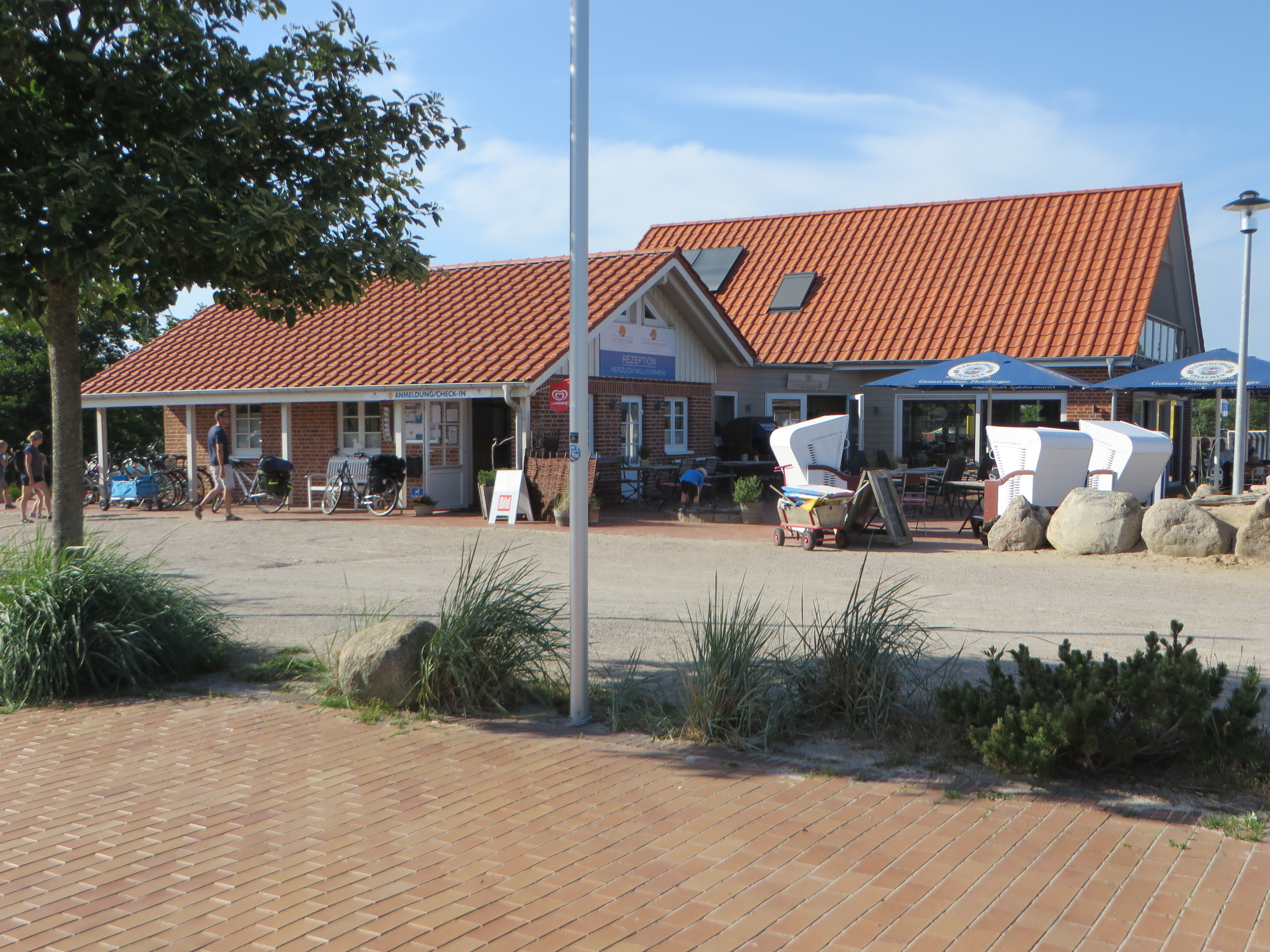
Strandcafé von Drei (2018)
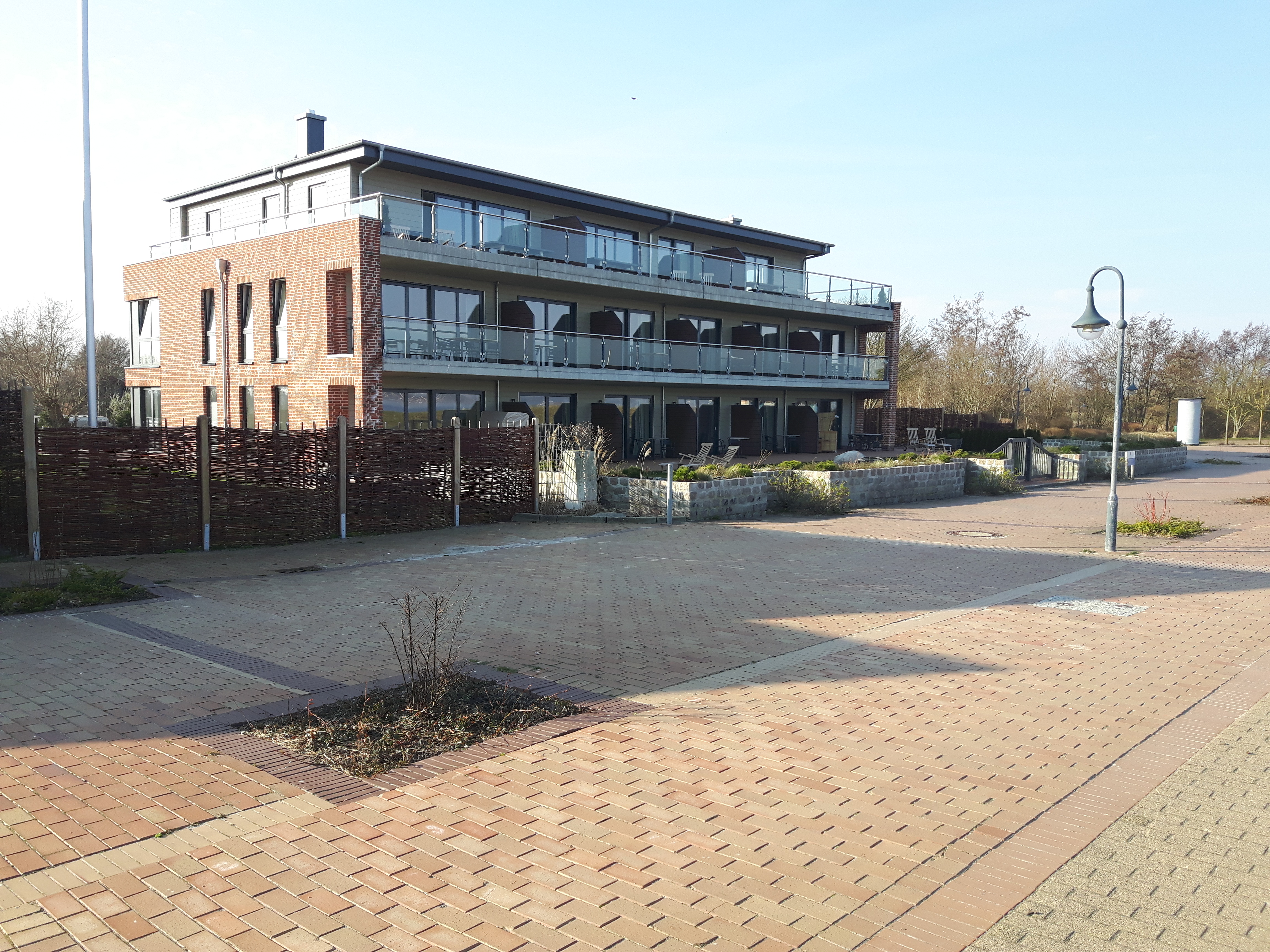
Neu gebaute Ferienwohnungen bei Drei (2017)